# Centrale hydroélectrique de Yebatan
 (octobre 2024).
La mise en forme du texte ne suit pas les recommandations de Wikipédia : il faut le « wikifier ».
Les points d'amélioration suivants sont les cas les plus fréquents. Le détail des points à revoir est peut-être précisé sur la page de discussion.
- Les titres sont pré-formatés par le logiciel. Ils ne sont ni en capitales, ni en gras.
- Le texte ne doit pas être écrit en capitales (les noms de famille non plus), ni en gras, ni en italique, ni en « petit »…
- Le gras n'est utilisé que pour surligner le titre de l'article dans l'introduction, une seule fois.
- L'italique est rarement utilisé : mots en langue étrangère, titres d'œuvres, noms de bateaux, etc.
- Les citations ne sont pas en italique mais en corps de texte normal. Elles sont entourées par des guillemets français : « et ».
- Les listes à puces sont à éviter, des paragraphes rédigés étant largement préférés. Les tableaux sont à réserver à la présentation de données structurées (résultats, etc.).
- Les appels de note de bas de page (petits chiffres en exposant, introduits par l'outil «  Source ») sont à placer entre la fin de phrase et le point final[comme ça].
- Les liens internes (vers d'autres articles de Wikipédia) sont à choisir avec parcimonie. Créez des liens vers des articles approfondissant le sujet. Les termes génériques sans rapport avec le sujet sont à éviter, ainsi que les répétitions de liens vers un même terme.
- Les liens externes sont à placer uniquement dans une section « Liens externes », à la fin de l'article. Ces liens sont à choisir avec parcimonie suivant les règles définies. Si un lien sert de source à l'article, son insertion dans le texte est à faire par les notes de bas de page.
- La présentation des références doit suivre les conventions bibliographiques. Il est recommandé d'utiliser les modèles {{Ouvrage}}, {{Chapitre}}, {{Article}}, {{Lien web}} et/ou {{Bibliographie}}. Le mode d'édition visuel peut mettre en forme automatiquement les références.
- Insérer une infobox (cadre d'informations à droite) n'est pas obligatoire pour parachever la mise en page.

Pour une aide détaillée, merci de consulter Aide:Wikification.
Si vous pensez que ces points ont été résolus, vous pouvez retirer ce bandeau et améliorer la mise en forme d'un autre article.
 (octobre 2024).
La centrale hydroélectrique de Yebatan (en chinois : 叶巴滩水电站  ), ou barrage  de Yebatan, est le projet hydroélectrique avec la plus grande capacité installée dans le cours supérieur de la rivière Jinsha. Elle est située à la jonction du comté de Baiyu de la préfecture autonome tibétaine de Garzê dans la province du Sichuan et du comté de Konjo dans la région autonome du Tibet.

## Caractéristiques
L'ouvrage construit sur la rivière Jinsha est un barrage-voûte en béton. Il présente une hauteur maximale de 217 mètres. L'investissement total dans ce projet est de 33,36 milliards de yens. Une première unité de production devrait être opérationnelle d'ici 2025 et l'ensemble du projet devrait être achevé en 2026,. La capacité totale installée actuelle est de 2,24 millions de kilowatts.

## Histoire
En novembre 2016, la Commission nationale du développement et de la réforme approuve la construction de la centrale hydroélectrique de Lawa. Le 27 juin 2017, la construction de la centrale hydroélectrique de Yebatan débute officiellement.

## Critiques
La zone de construction de ce barrage est également un site naturel classé au patrimoine mondial de l’UNESCO.
Selon les groupes de défense du Tibet, Pékin a approuvé la construction de barrages sur la rivière Jinsha mais n'a transmis que des informations partielles sur d'éventuels dommages environnementaux à l'agence de l'ONU.
Si des chercheurs chinois affirment que le barrage de Yebatan peut « réduire le pic de crue et retarder l’heure d’arrivée du pic de crue », leur étude ne tient pas compte de l’aggravation des inondations à venir en raison du changement climatique. Cette étude n'évalue pas non plus la destruction potentielle de la vie et de la culture des Tibétains de la région et de celle en amont de la rivière.